# As-Sidra
As-Sidra (arab. السدرة) – miasto i port z terminalem naftowym w Libii, ok. 23 km od Ras al-Unuf, nad zatoką Wielka Syrta (Morze Śródziemne), połączony rurociągem z ośrodkiem wydobycia ropy naftowej w głębi kraju.